# Alton Robinson
Alton Ledell Robinson (San Antonio, 2 giugno 1998) è un giocatore di football americano statunitense che milita nel ruolo di defensive end per i Seattle Seahawks della National Football League (NFL).

## Carriera

### Seattle Seahawks
Robinson al college giocò a football al Northeastern Oklahoma A&M College (2016) e alla Syracuse University (2017-2019). Fu scelto nel corso del quinto giro (148º assoluto) del Draft NFL 2020 dai Seattle Seahawks. Debuttò come professionista nella gara del terzo turno vinta contro i Dallas Cowboys mettendo a segno 3 tackle, di cui 2 con perdita di yard, e un sack fondamentale nel finale su Dak Prescott. Il secondo sack lo fece registrare nell'ottavo turno nella vittoria sui San Francisco 49ers. La sua stagione da rookie si chiuse con 22 placcaggi, 4 sack e un fumble forzato in 14 presenze, di cui una come titolare.
Il 12 settembre 2022 Robinson fu inserito in lista infortunati per un problema a un ginocchio, perdendo tutta la stagione.